# Duque da Finlândia

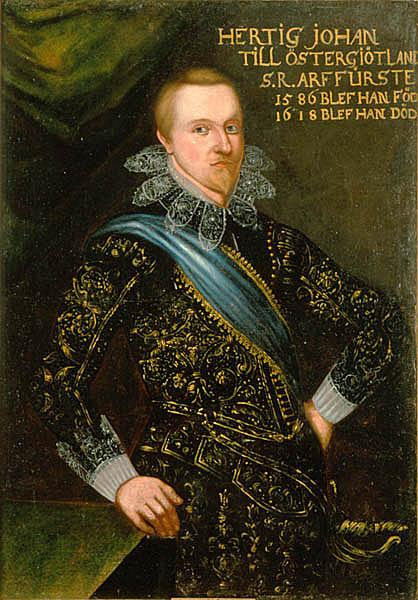
João, Duque da Finlândia de 1589 a 1606. Pintura atribuída a Holger Hansson, século XVII

Duque da Finlândia (em finlandês: Suomen herttua) era um título medieval ocasional concedido aos parentes do rei da Suécia entre os séculos XIII e XVI. O título incluía um ducado com costumes feudais e frequentemente representava um principado independente. Grão-Duque da Finlândia era um título nominal real usado pelos monarcas suecos a partir de 1581 até 1720, e novamente de 1802 até 1805. Quando a Finlândia foi anexada à Rússia, em 1809, o país passou a ser um Grão-Ducado autônomo. O título de Grão-Duque foi então usado até 1917 pelo Imperador da Rússia, cujo representante na Finlândia era o Governador-Geral.

## Lista de duques e duquesas da Finlândia
- 1284–1291 Bento, Duque da Finlândia (também bispo de Linköping)
- 1302–1318 Príncipe Waldemar, Duque da Finlândia (também de 1310–1318 duque de Uppland e Olândia)
- 1302–1305 Christina (filha do senhor Thorchetel), duquesa da Finlândia como primeira esposa do príncipe Waldemar, até o divórcio
- 1312–1353 Princesa Ingeborg, duquesa da Finlândia como segunda esposa do príncipe Waldemar
- 1353–1357 Bento, Duque da Finlândia (também Duque de Halland)
- 1465–1467 Carlos VIII da Suécia, nomeado Senhor da Finlândia, tornou-se o rei da Suécia e da Finlândia em 1467
- 1556–1563 João III da Suécia, Duque da Finlândia, tornou-se rei da Suécia e da Finlândia em 1569[4][2]
- 1562–1563 Princesa Catherine, duquesa da Finlândia como consorte do príncipe João, mais tarde rainha da Suécia
- 1589–1606 Príncipe João, Duque da Finlândia (também de 1606–1618 duque da Gotalândia Oriental)
- 1606–1632 Gustavo II Adolfo da Suécia, Grão-Duque da Finlândia (também duque de Södermanland, Estónia e Västmanland), tornou-se rei da Suécia e da Finlândia em 1611[1]
- 1802–1805 Príncipe Carl Gustav, Grão-Duque da Finlândia, filho do rei Gustavo IV Adolfo da Suécia

Nenhum duque da Finlândia deixou descendentes em linhas conjugais que tenham sobrevivido até o nosso tempo. Exceto a descendência legítima de João III (linhagens dos reis da Suécia e da Polônia estão totalmente extintas desde 1672), a linhagem de todos os outros foram extintas após a sua própria morte ou a morte de um único filho sobrevivente legítimo.